# Jean-Baptiste Chaumont
Jean-Baptiste Chaumont, né le 17 octobre 1746 à Aire-sur-l'Adour et mort le 29 septembre 1812 dans la même ville, est un magistrat et homme politique français. 
Il est député des Landes au Conseil des Cinq-Cents d'avril à décembre 1799.

## Biographie
Jean-Baptiste Chaumont naît le 17 octobre 1746 à Aire-sur-l'Adour (généralité d'Auch). Il est le fils de Jean-Baptiste Chaumont et de Marianne d'Arthès (ou Marie Anne Darthez). Avocat au parlement de Bordeaux et résidant à Aire-sur-l'Adour, il devient à la Révolution juge au tribunal du district de Saint-Sever, qu'il préside un temps en 1793. En janvier 1792, il devient juge au tribunal criminel de Dax. Il devient procureur général syndic du département des Landes et suppléant du député Jean Dyzès. Il entre en conflit avec Louis Samson Batbedat, président du conseil général et administrateur du département. 
Le 25 germinal an VII (14 avril 1799), il est élu député des Landes à la IVe législature du Conseil des Cinq-Cents. « Il ne se fit point remarquer » à l'assemblée, où il siège jusqu'au 26 décembre 1799. Il casse les élections au Conseil des Anciens de Louis Samson Batbedat, Jean Dyzès et Roger Ducos. Il devient ensuite magistrat et sert comme commissaire du directoire exécutif près le tribunal de Mont-de-Marsan, puis comme conseiller à la cour impériale de la même ville le 14 juillet 1811. Il meurt le 29 septembre 1812 à Aire-sur-l'Adour, à 65 ans. 